# 24940 Sankichiyama
24940 Sankichiyama este un asteroid din centura principală de asteroizi.

## Descriere
24940 Sankichiyama este un asteroid din centura principală de asteroizi. A fost descoperit pe 1 mai 1997 la Nanyo de Tomimaru Okuni. Asteroidul prezintă o orbită caracterizată de o semiaxă mare de 2,53 ua, o excentricitate de 0,15 și o înclinație de 11,9° în raport cu ecliptica.